# NGC 539
NGC 539 (NGC 563) is een balkspiraalstelsel in het sterrenbeeld Walvis. Het hemelobject ligt 401 miljoen lichtjaar (123 × 106 parsec) van de Aarde verwijderd en werd in 1886 ontdekt door de Amerikaanse astronoom Francis Preserved Leavenworth.

## Synoniemen
- 2MASX J01252171-1809499
- ESO 542-10
- MCG -03-04-063
- PGC 5269
- SGC 012256-1825.4
- NGC 563
- NPM1G -18.0062